# Bouillon (Belgio)
Bouillon (nome francese; in vallone Bouyon), in italiano Buglione, è una città belga di 5.477 abitanti, nella provincia vallona del Lussemburgo.

## Storia
Il paese è ricordato soprattutto per il suo imponente castello, eretto da duca Goffredo III (anche se tracce erano già presenti prima del 988 d.C.) e nel quale visse anche il suo erede Goffredo di Buglione.
Il conte Goffredo di Buglione, partendo per le crociate, vendette il proprio ducato al vescovo di Liegi (1098).
Nel 1482, Roberto I della Marca, signore di Sedan, conquistò il ducato, ma il figlio Roberto II (1489-1535), ne fu privato dall'imperatore Carlo V (1521). 
Roberto IV (†1556), figlio di Roberto II (†1537), riconquistò il ducato con l'aiuto francese (1552), ma la sua linea si estinse con Carlotta, figlia di Enrico Roberto, principe di Sedan, che portò lo stato in dote ad Enrico de La Tour d'Auvergne, visconte di Turenna (1591-1623).
Il figlio Federico Maurizio, principe di Sedan, fu spodestato dalla Francia (1641), che lo cedette temporaneamente (1642-1676) al vescovo di Liegi e poi lo concedette come feudo ai La Tour d'Auvergne quando, il 1º maggio 1678, il re di Francia riconobbe la piena sovranità del ducato sotto il protettorato francese (1678-1795) al duca Goffredo Maurizio de la Tour d'Auvergne e d'Albret (1678-1721), entrando nel circolo imperiale del Basso Reno e Westfalia, finché col 6º duca Goffredo Carlo Enrico (†1792), dopo che lo stato divenne un principato costituzionale (1º maggio 1792), la sovranità ritornò alla Francia (19 novembre 1792).
Con un contratto del 1787 Goffredo riconobbe come suo erede, in assenza di figli maschi, un ufficiale inglese, Philip Dauvergne, dando credito ad una leggenda familiare, che lo riteneva diretto rappresentante della linea dei d'Auvergne che nel XIII secolo si sarebbero stabiliti nell'isola di Jersey.
Il duca Giacomo Leopoldo Carlo Goffredo vi risiedette fino al 24 aprile 1794, quando venne arrestato dalle truppe rivoluzionarie francesi che, tuttavia, non abolirono de jure il ducato (Republique Boullionaise), finché il 25 ottobre 1795, lo stato fu definitivamente soppresso.
Al momento della sua annessione il piccolo stato aveva una estensione di circa 230 km² e una popolazione di 2.500 sudditi.
Nel XX secolo, la cittadina ha dato i natali al noto uomo politico belga Léon Degrelle (1906-1994), fondatore del movimento politico del rexismo.
Oggi la città, oltre al cioccolato venduto da molti negozianti per le strade, è famosa in ambito turistico, grazie alla sua favorevole posizione e al paesaggio circostante.

## Duchi di Bouillon
- Goffredo Maurizio de La Tour d'Auvergne 1678-1721
- Emanuele Teodosio de La Tour d'Auvergne 1721-1730
- Carlo Goffredo de La Tour d'Auvergne 1730-1771
- Goffredo Carlo Enrico de La Tour d'Auvergne 1771-1791
- Giacomo Leopoldo de La Tour d'Auvergne 1791-1794
- Filippo dal gennaio 1815 fino al marzo 1815